# Laurine Xailly
Laurine Xailly (6 de marzo de 1997) es una deportista de Francia que compite en atletismo. Ganó una medalla de bronce en el Campeonato Europeo de Atletismo por Equipos de 2019, en la prueba de 4 × 400 m mixto.